# Wasserturm am Güterbahnhof Brandenburg/Havel

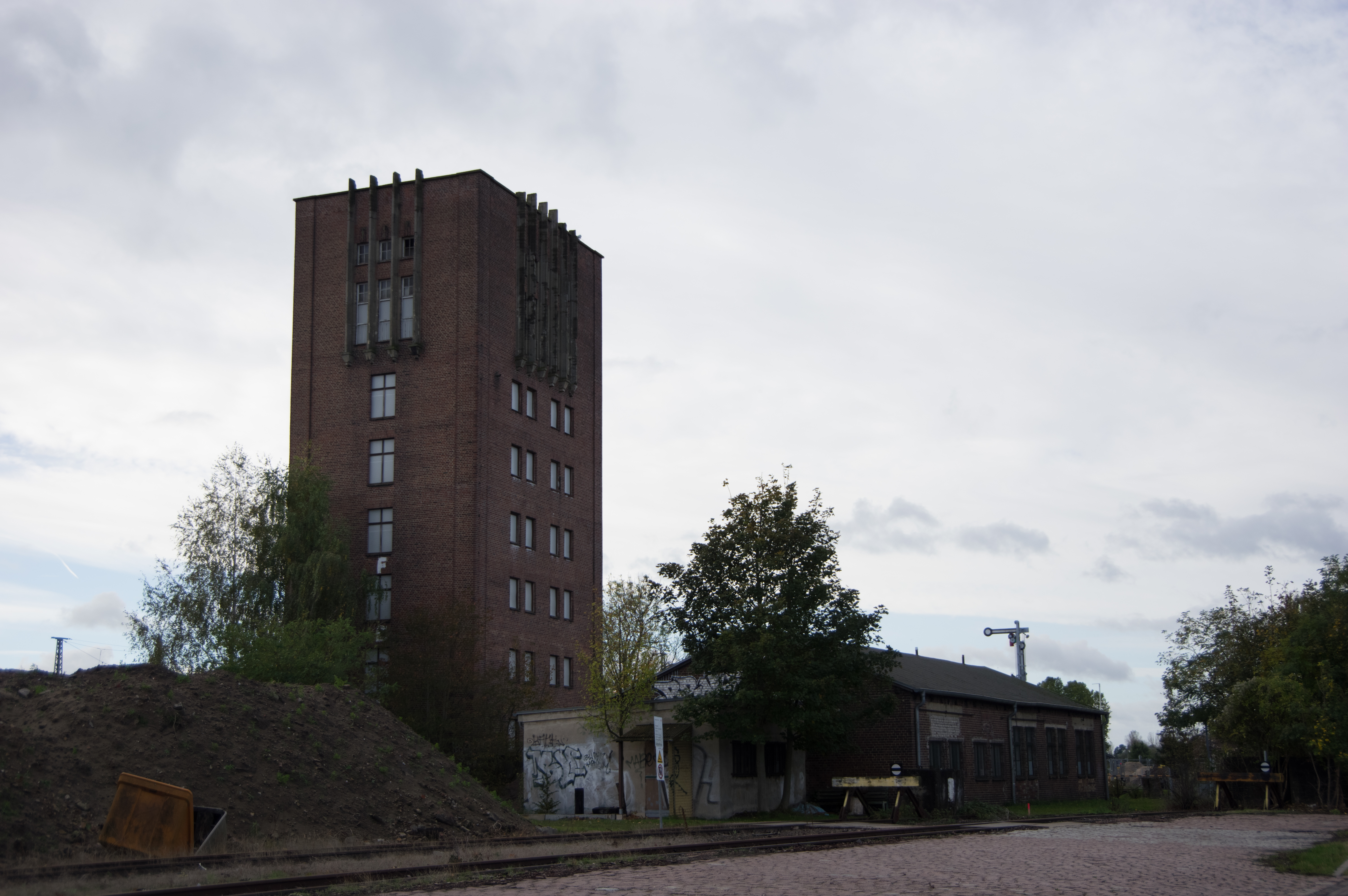
Wasserturm am Güterbahnhof Brandenburg/Havel

Der Wasserturm am Güterbahnhof Brandenburg/Havel ist ein denkmalgeschützter Wasserturm auf dem Gelände des Güterbahnhofs Brandenburg an der Havel, der sich in unmittelbarer Nähe zum Brandenburger Hauptbahnhof befindet. 

## Beschreibung
Der Wasserturm wurde wohl zwischen 1935 und 1940 errichtet. Der Stahlbetonbau hat neun Geschosse auf einem rechteckigen Grundriss. Der Turm ist mit roten Klinkern verkleidet und hat ein Flachdach. Die Ecken werden durch flache Lisenen betont. In den unteren sieben Geschossen befinden sich Büroräume, während die beiden oberen Geschosse für den Wasserbehälter vorgesehen waren. Ursprünglich diente der Turm dazu, die Dampflokomotiven mit Wasser zu versorgen. 
Die unterschiedlichen Funktionen der Geschosse sind auch von außen ablesbar: Die Bürogeschosse haben glatt eingeschnittene Rechteckfenster, während die beiden oberen Geschosse durch vortretende schmale Betonrippen auf Konsolen strukturiert sind. Dazwischen befinden sich hohe, schmale Öffnungen. Der flachbogig gestaltete Eingang mit einem tiefen Gewände aus Kunststein und einer darüber befindlichen bauzeitlichen Laterne befindet sich auf der Ostseite. Die darüberliegenden Fenster des Treppenhauses sind hochrechteckig. 
Der Wasserturm ist vor allem für den östlichen Stadteingang aus ein bedeutender Blickpunkt, begrüßt er doch gewissermaßen die aus Richtung Potsdam/Berlin einfahrenden Züge.